# مارک مانسینا
مارک مانسینا (انگلیسی: Mark Mancina؛ زادهٔ ۹ مارس ۱۹۵۷) یک موسیقی‌دان اهل ایالات متحده آمریکا است. وی از سال ۱۹۸۸ میلادی تاکنون مشغول فعالیت بوده‌است.